# Bad Orb
Bad Orb település Németországban, Hessen tartományban. Lakosainak száma 10 759 fő (2023. december 31.).

## Népesség
A település népességének változása:
| Lakosok száma | 9631 | 9917 | 10 020 | 10 020 | 10 333 | 10 725 | 10 759 |
|               | 2015 | 2017 | 2018   | 2019   | 2021   | 2022   | 2023   |